# 李超 (1963年)
李超（1963年6月—），男，山东菏泽曹县人，中华人民共和国外交官，曾任中华人民共和国驻爱沙尼亚共和国特命全权大使。

## 生平
李超毕业于杭州商学院（今浙江工商大学）。1985年，进入中华人民共和国外交部工作，先后在外交部财务司、驻巴巴多斯大使馆、外交部驻香港特派员公署任职。1999年，任外交部财务司副司长。2005年，任驻悉尼总领事馆副总领事。2008年，任外交部行政司司长。2013年，任外交部财务司司长。2018年1月，出任中华人民共和国驻爱沙尼亚大使。2022年，自驻爱沙尼亚大使离任。

## 家庭
已婚，有1子。